# 心誉
心譽（しんよ、天禄2年（971年）- 長元2年8月12日（1029年9月22日））は平安時代中期の天台宗の僧。藤原北家、右大臣藤原顕忠の孫で、左衛門佐藤原重輔の子。実相房を号す。
園城寺の勧修や穆算らに顕密の奥義を学び、後に穆算から印信を受けた。長和3年（1014年）権律師に任じられる。長和6年（1017年）3月に権少僧都に転じるが、寛仁2年（1018年）5月に辞任している。治安4年（1024年）法成寺薬師堂供養の功で権大僧都に任じられ、万寿3年（1026年）に御悩加持の功で封戸を下給されている。長元元年（1028年）に権僧正に至った。同年12月には園城寺長吏を務めている。長元2年（1029年）8月12日に入寂。享年59。寸白によるものとみられる腫物を患っていたという。また別の史料によれば、一旦平復したとみられたが結局悪化して寂したという。
藤原道長・頼通父子に重んじられ、道長の怨霊調伏・息災延命のためにたびたび召され、万寿4年（1027年）11月、道長薨御の約15日前にも病の回復のために修法を行っている。『宇治拾遺物語』にも心誉を讃える逸話があり、同話から頼通の代にも信頼を得ていたことが知られる。
弟子に行円・興慶・寿増・千算・念算・舜世・叡義・任円・源泉・長守・円信らがいた。